# 馬蹄谷
馬蹄谷（法語：Creux du Van），位於瑞士納沙泰爾州，是一個闊1,400（4,600英尺），深150（490英尺），由冰川沖刷而成的天然岩石冰斗。